# Kim Da-hyun
Kim Da-hyun (hangul: 김다현; hanja: 金多賢; rr: Gim Da-hyeon; MR: Kim Tahyŏn; Seongnam, 28 de maio de 1998), mais conhecida apenas como Dahyun (hangul: 다현), é uma rapper, cantora, dançarina, modelo, compositora, atriz e apresentadora sul-coreana. Realizou sua estreia no cenário musical em 2015 no grupo feminino Twice.

## Biografia
Dahyun nasceu em 28 de maio de 1998 em Seongnam, Gyeonggi, na Coreia do Sul. Ela atraiu a atenção do público coreano por sua dança "Eagle Dance", que se tornou um vídeo viral no YouTube em 2011.
Dahyun se formou na Hanlim Multi Art School em 2017.

## Carreira

### 2015-2024:Sixteen, estreia no Twice e crescente popularidade
Em 11 de fevereiro de 2015, J.Y. Park anunciou que a formação do novo grupo feminino da empresa seria escolhido através do reality show da Mnet, Sixteen. O programa se encerrou em 5 de maio, quando Dahyun foi anunciada como uma das nove vencedoras do programa. O grupo estreou em 20 de outubro de 2015 com o lançamento do extended play The Story Begins, em conjunto do single "Like Ooh-Ahh". O grupo realizou uma apresentação ao vivo no mesmo dia, onde eles apresentaram todas as canções do EP. O videoclipe da canção atingiu 50 milhões de visualizações no YouTube nos cinco meses seguintes à sua estreia e tornou-se um dos videoclipes de estreia mais vistos de qualquer grupo de K-pop.
Na pesquisa musical anual da Gallup Korea em 2017, Dahyun foi eleita a décima sétima idol mais popular da Coreia do Sul.
Em 4 de maio de 2024, foi anunciado que Dahyun faria sua estreia como atriz no filme independente Run to You. Ela também foi escalada para You Are the Apple of My Eye, um remake coreano do filme taiwanês de 2011 com o mesmo nome.

## Controvérsias
Em novembro de 2018, o legislador japonês de direita Onodera Masaru criticou Dahyun por usar uma camiseta feita por Marymond, uma organização que arrecada fundos para ajudar mulheres de conforto, vítimas de escravidão sexual pelo Exército imperial japonês durante a Segunda Guerra Mundial. Masaru acusou Dahyun de ser anti-japonês e pediu a remoção de Twice do Kōhaku Uta Gassen, evento televisivo de Ano Novo da NHK. Na sequência, o The Korea Times criticou Park Jin-young, fundador da JYP Entertainment, por não se pronunciar em defesa de Dahyun.

## Discografia
Todos os créditos das canções são adaptados do banco de dados da Korea Music Copyright Association, salvo indicação em contrário.
| Ano  | Artista           | Canção                        | Álbum                           | Letrista  | Letrista                                            | Compositor | Compositor       | Ref.   |
| Ano  | Artista           | Canção                        | Álbum                           | Creditada | Com                                                 | Creditada  | Com              | Ref.   |
| ---- | ----------------- | ----------------------------- | ------------------------------- | --------- | --------------------------------------------------- | ---------- | ---------------- | ------ |
| 2017 | Twice             | "Missing You"                 | Twicetagram                     | Yes       | Earattack, Chaeyoung                                | Não        | —                | —      |
| 2019 | Twice             | "Trick It"                    | Feel Special                    | Yes       | JQ                                                  | Não        | —                | [ 24 ] |
| 2019 | Twice             | "21:29"                       | Feel Special                    | Yes       | Integrantes do Twice                                | Não        | —                | [ 24 ] |
| 2020 | Twice             | "Queen"                       | Eyes Wide Open                  | Yes       | —                                                   | Não        | —                | [ 25 ] |
| 2020 | Twice             | "Bring it Back"               | Eyes Wide Open                  | Yes       | —                                                   | Não        | —                | [ 25 ] |
| 2021 | Twice             | "SOS"                         | Taste of Love                   | Yes       | —                                                   | Não        | —                | —      |
| 2021 | Twice             | "Scandal"                     | Taste of Love                   | Yes       | —                                                   | Não        | —                | —      |
| 2021 | Twice             | "Cruel"                       | Formula of Love: O+T=＜3        | Yes       | —                                                   | Não        | —                | —      |
| 2022 | Twice             | "Celebrate"                   | Celebrate                       | Yes       | Integrantes do Twice, J.Y. Park, Co-sho             | Não        | —                | —      |
| 2022 | Twice             | Tick Tock                     | Celebrate                       | Yes       | Wakisaka Mayu                                       | Não        | —                | —      |
| 2022 | Twice             | "That's all I'm saying"       | Celebrate                       | Yes       | Risa Horie                                          | Não        | —                | —      |
| 2022 | Twice             | "Gone"                        | Between 1&2                     | Yes       | —                                                   | Não        | —                | —      |
| 2022 | Twice             | "When We Were Kids"           | Between 1&2                     | Yes       | —                                                   | Não        | —                | —      |
| 2023 | Twice             | "Crazy Stupid Love"           | Ready to be                     | Yes       | —                                                   | Não        | —                | —      |
| 2023 | Twice             | "Blame It On Me"              | Ready to be                     | Yes       | —                                                   | Não        | —                | —      |
| 2024 | Twice             | "You Get Me"                  | With You-th                     | Yes       | —                                                   | Não        | —                | —      |
| 2024 | Twice             | "Keeper"                      | STRATEGY                        | Yes       | —                                                   | Não        | —                | —      |
| 2025 | Dahyun e Jinyoung | "You Are the Apple of My Eye" | You Are the Apple of My Eye OST | Yes       | Jinyoung, 조영명                                    | Yes        | Jinyoung, 강명신 | [ 26 ] |
| 2025 | Dahyun            | "CHESS"                       | Adicionado à nenhum álbum       | Yes       | Natania Lalwanj, Miranda Glory Inzunza, Blush Davis | Não        | N/A              | —      |

## Filmografia

### Filmes
| Ano  | Título                  | Papel  | Ref.          |
| ---- | ----------------------- | ------ | ------------- |
| 2025 | A menina dos meus olhos | Sun-ah | [ 28 ] [ 29 ] |
| ASA  | Run to You              | Ji-eun | [ 30 ]        |

### Televisão
| Ano  | Título                            | Emissora    | Nota(s)                                              |
| ---- | --------------------------------- | ----------- | ---------------------------------------------------- |
| 2015 | Sixteen                           | Mnet        | Competidora                                          |
| 2016 | Weekly Idol                       | MBC Every 1 | Seguimento: "Idols are the Best" (Episódios 249–283) |
| 2016 | Real Man                          | MBC         | Edição feminina (7 episódios)                        |
| 2019 | Idol Star Athletics Championships | MBC         | Apresentadora                                        |
| 2020 | Idol Star Athletics Championships | MBC         | Apresentadora                                        |
| 2022 | Stars' Top Recipe at Fun-Staurant | KBS2        | Apresentadora especial                               |
| 2022 | Idol Star Athletics Championships | MBC         | Apresentadora                                        |

### Documentários
| Ano  | Título                 | Plataforma | Notas                                                                                      |
| ---- | ---------------------- | ---------- | ------------------------------------------------------------------------------------------ |
| 2020 | TWICE: Seize the Light | Youtube    | Documentário de 9 episódios mostrando os bastidores da turnê mundial do Twice, Twicelights |

## Videografia

### Aparições em videoclipes
| Canção                          | Ano  | Título         |
| ------------------------------- | ---- | -------------- |
| "Stop Stop It"                  | 2014 | GOT7           |
| "R.O.S.E"                       | 2017 | Jang Woo-young |
| "Nothing But" (이것밖에는 없다) | 2023 | Young K        |